# Michał Gorstkin-Wywiórski

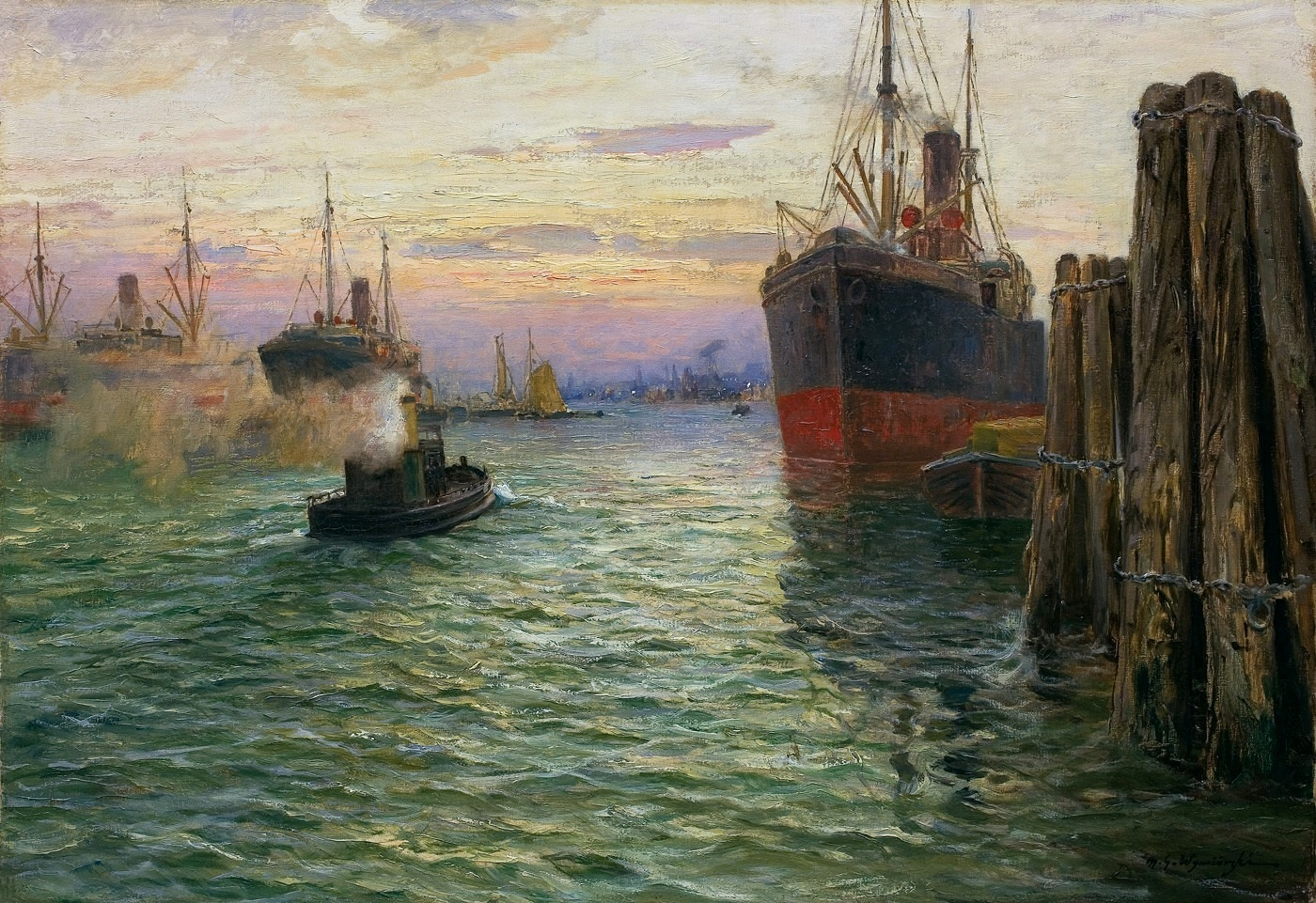
Im Hamburger Hafen

Michał Gorstkin Wywiórski (* 14. März 1861 in Warschau; † 30. Mai 1926 in Berlin) war ein polnischer Landschaftsmaler.
Er war als Sohn des russischen Offiziers Paweł Gorstkin und der Polin Józefina Wywiórska geboren.
Er studierte von 1881 bis 1882 Chemie am Rigaer Polytechnikum. Während seines Studiums wurde er in den Rigaer polnischen Studentenbund Arkonia aufgenommen. Um seine polnische  Abstammung zu unterstreichen, fügte er seinem russischen Nachnamen Gorstkin den  Nachnamen seiner Mutter bei. Er setzte das Chemiestudium in Zürich fort, dort entschloss er sich aber, der Kunst zu widmen. Vom 26. Oktober 1883 bis 1887 studierte er an der Königlichen Akademie der Künste München bei Karl Raupp und Nikolaus Gysis, ab 1883 auch in den Privatstudios von Józef Brandt und Alfred von Wierusz-Kowalski.
Ab 1886 war er in München als freischaffender Landschaftsmaler tätig. In der Suche nach Landschaftsmotiven unternahm er zahlreiche Studienreisen. Er besuchte u. a. die Insel Sylt (um 1898), Italien (vor 1899), Spanien (1899–1900), Ägypten (1900–1901), Norwegen und Schweden (um 1903–1904), die Ostsee- und Nordseeküste, Karpaten (um 1906), sowie die Niederlande, den Krim und den Kaukasus.
1895 zog er von München nach Berlin, wo er länger blieb. 1904 ließ er sich in Posen nieder. Er wurde Mitglied des Posener Künstlerverbandes und Vorstandsmitglied der Gesellschaft der Freunde der Schönen Künste in Posen. Das Ende des Lebens verbrachte er in Berlin.
Aus der Ehe mit Ida Małgorzata Seeling hatte er die Söhne Paweł und Piotr.